# Station Roubaix-Wattrelos
Station Roubaix Wattrelos (Frans: Gare de Roubaix Wattrelos) is een voormalig spoorwegstation in Roubaix. Het station was gelegen aan de spoorlijn Somain - Halluin en de spoorlijn Roubaix-Wattrelos - Wattrelos.